# Răcari
Răcari, fino al 1911 Podul Bărbierului, è una città della Romania di 6 657 abitanti, ubicata nel distretto di Dâmbovița, nella regione storica della Muntenia.
Fanno parte dell'area amministrativa anche le località di Ghergani, Mavrodin, Ghimpați, Colacu, Săbiești, Bălănești e Stănești.
Răcari ha ottenuto lo status di città a seguito della Legge 543 del 25 novembre 2004.